# .Feast
.Feast (estilização de Feast), é uma banda de rock da Indonésia com elementos de gospel, doom metal, stoner rock e hip hop. Os membros atuais são Baskara Putra (Hindia), Adnan S. P., Dicky Renanda, Adrianus Aristo Haryo e Fadli Fikriawan. Em 2020, a banda foi indicada ao prêmio de melhor dupla, grupo, coral ou colaboração alternativa no Anugerah Musik Indonesia (Em português: Premiação da Música indonésia) junto com os grupos Efek Rumah Kaca, Goodnight Electric, Reality Club e dan Tashoora. Em 2021, o grupo foi indicado à categoria de melhor banda do ano no JOOX Indonesia Awards competindo com NOAH e Weird Genius.

## Carreira
A banda foi formada em 2012, quando seus membros estudavam na Faculdade de Ciências Políticas e Sociais da Universidade da Indonésia. Seu álbum de estreia, MULTIVERSES, foi lançado em 2017 e contêm os singles "Sectumsempra" e "Wives of ゴジラ (We Belong Dead)" cujas letras e videoclipes contém referências à cultura pop, em especial às franquias Harry Potter e Godzilla, mas também Betty Boop, Drácula, Tom e Jerry, e O Sétimo Selo; além de filmagens históricas. O grupo fez colaborações com diversos artistas: Yudhistira (Racun), Bam Mastro (Elephant Kind), Karaeng Adjie (Polka Wars), Mardial, Oscar Lolang, Ramengvrl, Janitra Satriani, Heidi (The Gitl with the Hair), Bin Idris e Rubina.
O single "Peradaban" (em português: civilização), lançado em 2018, foi utilizada durante protestos estudantis em Jacarta em setembro de 2019. As manifestações eram opostas a projetos de lei que limitariam a responsabilização da Comissão de Erradicação da Corrupção, penalizariam relações sexuais extraconjugais e insultos contra o presidente. Em 2020, a banda lançou Uang Muka (em português: adiantamento/ entrada), álbum que tem como temática a crítica ao capitalismo.

## Discografia

### Álbuns de estúdio
- Multiverses (2017)
- Membangun Dan Menghancurkan (2019)
- Multiverses (Revisi Final Fix Banget) (2020)
- Uang Muka (2020)

### Singles e EPs
- Camkan (2014)
- Perabadan (2018)
- Berita Kehilangan (2018)
- Kami Belum Tentu (2018)
- Beberapa Orang Memaafkan (2018)
- Feast Shoebox Sessions (2019)
- Dalam Hitugan (2019)
- Kelelawar (Revisi Final Fix Banget) (2019)
- Tarian Penghancur Raya (2019)
- Gelora (2019)
- Luar Jarringan (2020)
- Di Padang Lumpuh (2020)
- Komodifikasi (2020)
- Kelelawar - Remix (2021)
- Ali - Sounds Cite, Might Delete Later (September) (2021)
- Dalam Hitungan Lebih Panjang (2021)

## Membros
- Baskara Putra (Hindia) - vocais, sintetizador.
- Adnan S. P. - guitarra.
- Dicky Renanda - guitarra.
- Fadli Fikriawan - baixo.
- Adrianus Aristo Haryo (Bodat) - bateria.

## Premiações
| Ano  | Prêmio                      | Categoria                                           | Resultado          | Ref.   |
| ---- | --------------------------- | --------------------------------------------------- | ------------------ | ------ |
| 2019 | Anugerah Musik Indonesia    | Melhor Dupla/ Grupo/ Coral/ Colaboração Alternativa | Nomeação           | [ 10 ] |
| 2019 | Anugerah Musik Indonesia    | Melhor Dupla/ Grupo/ Coral/ Colaboração de Rock     | Nomeação           | [ 10 ] |
| 2019 | LINE Indonesia Awards       | Grupo Musical Favorito                              | Nomeação           | [ 11 ] |
| 2020 | Anugerah Musik Indonesia    | Melhor Dupla/ Grupo/ Coral/ Colaboração Alternativa | Nomeação           | [ 12 ] |
| 2021 | JOOX Indonesia Music Awards | Grupo/ Dupla/ Banda indonésia do Ano                | Ainda não decidido | [ 2 ]  |